# Le Cactus
Cet article possède un paronyme, voir Cactus (homonymie).
Pour plus de détails, voir Fiche technique et Distribution.
Le Cactus est un film français réalisé par Gérard Bitton et Michel Munz, sorti en 2005.

## Synopsis
Sami et Patrick sont amis de longue date. Sami est hypocondriaque. Un jour, à la suite d'un quiproquo à l'hôpital, Sami pense être atteint d'une maladie neurologique incurable. Il décide alors de vivre pleinement ses derniers moments et part en Inde se faire soigner par un grand « médecin » local. Entre-temps, son ami Patrick, qui l'accompagne et le soutient sans savoir que cette maladie n'est en fait que fictive, se retrouve sans femme ni travail. La situation initiale semble s'être inversée ; Patrick n'a plus de chance et Sami semble de moins en moins malade…

## Fiche technique
- Titre : Le Cactus
- Réalisation : Gérard Bitton et Michel Munz
- Scénario : Gérard Bitton et Michel Munz
- Production : Charles Gassot et Dominique Brunner
- Musique : Michel Munz
- Photographie : Éric Guichard
- Montage : Antoine Vareille
- Décors : Françoise Dupertuis
- Costumes : Jacqueline Bouchard et Mandira Shukla
- Pays d'origine :  France
- Format : couleur - 1,85:1 - Dolby Digital - 35 mm
- Genre : comédie
- Durée : 94 minutes
- Dates de sortie : 
  - France : 12 novembre 2005 (festival du film de Sarlat) ; 14 décembre 2005 (sortie nationale)
  - Belgique : 21 décembre 2005

## Distribution
- Clovis Cornillac : Patrick
- Pascal Elbé : Sami
- Alice Taglioni : Justine
- Pierre Richard : Christian
- Anne Suarez : Renatta
- Jean-Pierre Darroussin : Renard / Machado
- Christian Charmetant : Le professeur Fontana
- Éric Seigne : Le docteur Girardet
- Christian Gazio : Le Français égaré
- François Civil : Patrick, jeune
- Michel Cymes : voix à la radio